# Distretto di Serchhip
Il distretto di Serchhip è un distretto del Mizoram, in India, di 55 539 abitanti. Il capoluogo è Serchhip.